# 스위트☆라인
《스위트☆라인》(일본어: スイート☆ライン)는 아리사와 마미즈 작품의 일본의 라이트 노벨 시리즈이다. 2009년 5월 전격문고 (아스키 미디어웍스)를 통해 발매. 전5권으로 완결. 삽화는 키사라기 미즈. 국내에서는 서울문화사의 제이노블을 통해 2016년 11월 현재 3권까지 발매.

## 단행본 목록
전격 문고 (아스키 미디어 웍스)
1. 2009년 5월 10일 발매 ISBN 978-4-04-867815-5
2. 2009년 10월 10일 발매 ISBN 978-4-04-868072-1
3. 2010년 3월 10일 발매 ISBN 978-4-04-868404-0
4. 2012년 2월 10일 발매 ISBN 978-4-04-886370-4
5. 2012년 6월 8일 발매 ISBN 978-4-04-886629-3